# Ville Valo
Ville Hermanni Valo (ur. 22 listopada 1976 w Helsinkach) – fiński wokalista, gitarzysta, kompozytor i autor tekstów, lider zespołu HIM. Występował także pod pseudonimami jako Vilpertti, Rakohammas, James Blaire, William Light, Don Vittu, Bill i Vlad Lux.
W 2006 został sklasyfikowany na 80. miejscu listy 100 najlepszych wokalistów wszech czasów według Hit Parader.

## Życiorys
Urodził się na przedmieściach Helsinek w Finlandii. Jego matka Anita pochodzi z Węgier, pracowała w sklepie obuwniczym, a później w Helsinkach. Ojciec, Kari Valo, pracował jako taksówkarz, dopóki nie porzucił pracy i nie otworzył sex shopu w Helsinkach „Aikuisten Lelukauppa”, gdzie Ville czasami dorabiał jako nastolatek. Jego młodszy brat Jesse (ur. 26 lipca 1983) został bokserem.
W 1991 we współpracy z gitarzystą Mikko Lindströmem oraz basistą Mikko Paananenem założył grupę muzyczną HIM, dla której komponował, pisał teksty oraz śpiewał do 2017.
Od 1997 regularnie współpracuje z wykonującą rock gotycki fińską grupą The 69 Eyes, z którą nagrał pięć albumów. W 2001 roku jako perkusista dołączył do grupy muzycznej Daniel Lioneye, z którą nagrał wydany tego samego roku album The King of Rock’n Roll.
Valo współpracował również z takimi wykonawcami i grupami muzycznymi jak The Agents, Apocalyptica, Cradle of Filth, Manna, Natalia Avelon, Bloodhound Gang, Lauri Ylonen czy Bam Margera, którego jest wieloletnim przyjacielem.
8 czerwca 2004 magazyn „Metal Hammer” przyznał mu nagrodę Golden God.
W 2007 w duecie z Natalią Avelon nagrał cover piosenki „Summer Wine”, przeboju Nancy Sinatry i Lee Hazlewooda z 1967. Utwór pochodzi z biograficznego filmu Das wilde Leben (angielski tytuł Eight Miles High!), opowiadającego o życiu Uschi Obermeier, uznawanej za jedną z najsłynniejszych groupie.

## Dyskografia
Single
| "Bittersweet" (Apocalyptica feat. Ville Valo and Lauri Ylönen) | 2004 | 1 | 52 | 11 | 8 | 6 | –  |                        | Apocalyptica                        |
| "Just For Tonight" (Manna feat Ville Valo)                     | 2007 | – | –  | –  | – | – | –  |                        | Sister                              |
| "Summer Wine" (Ville Valo and Natalia Avelon)                  | 2007 | 1 | –  | 4  | 2 | 2 | 11 | - FIN: platynowa płyta | Das Wilde Leben (ścieżka dźwiękowa) |
| "Lusifer" (Teho Majamäki Colours feat. Ville Valo)             | 2014 | – | –  | –  | – | – | –  |                        | Travelogue                          |
| "Olet Mun Kaikuluotain"                                        | 2016 | – | –  | –  | – | – | –  |                        | –                                   |
| "Knowing Me Knowing You" (MGT with Ville Valo)                 | 2016 | – | –  | –  | – | – | –  |                        | Volumes                             |
| „–” oznacza, że singel nie był notowany.                       |      |   |    |    |   |   |    |                        |                                     |

Inne
| Album                                     | Rok  | Uwagi                                                                                       | Źródło |
| ----------------------------------------- | ---- | ------------------------------------------------------------------------------------------- | ------ |
| Agents & Jorma Kääriäinen – Laulava Sydän | 1999 | gościnnie śpiew w utworach „Paratiisi”, „Jykevää On Rakkaus” i „Ikkunaprinsessa”            | [ 26 ] |
| The 69 Eyes – Wasting The Dawn            | 1999 | gościnnie chórki                                                                            | [ 27 ] |
| Tehosekoitin – Freak Out                  | 1999 | gościnnie chórki                                                                            | [ 28 ] |
| Five Fifteen – Death Of A Clown           | 2001 | gościnnie śpiew w utworach „The Prostitute”, „Season Of The Witch” i „Sweet Little Dreamer” | [ 29 ] |
| Daniel Lioneye – The King Of Rock 'N Roll | 2001 | perkusja                                                                                    | [ 30 ] |
| The 69 Eyes – Paris Kills                 | 2002 | gościnnie chórki                                                                            | [ 31 ] |
| The 69 Eyes – Devils                      | 2004 | gościnnie chórki                                                                            | [ 32 ] |
| Apocalyptica – Apocalyptica               | 2005 | gościnnie śpiew w utworze „Bittersweet”                                                     | [ 33 ] |
| Bloodhound Gang – Hefty Fine              | 2005 | gościnnie śpiew w utworze „Something Diabolical”                                            | [ 34 ] |
| Cradle of Filth – Thornography            | 2006 | gościnnie śpiew w utworze „The Byronic Man”                                                 | [ 35 ] |
| Manna – Sister                            | 2007 | gościnnie śpiew w utworze „Just For Tonight”                                                | [ 36 ] |
| Anathema – We’re Here Because We’re Here  | 2010 | gościnnie śpiew w utworze „Angels Walk Among Us”                                            | [ 37 ] |

## Filmografia
| Rok  | Tytuł                                                            | Rola                 | Reżyser         |
| ---- | ---------------------------------------------------------------- | -------------------- | --------------- |
| 1998 | Asphalto (film krótkometrażowy)                                  | Lippumies            | Ilppo Pohjola   |
| 2003 | Haggard (film fabularny)                                         | w roli samego siebie | Bam Margera     |
| 2006 | Jackass: Świry w akcji 2 (Jackass Number Two, film dokumentalny) | w roli samego siebie | Jeff Tremaine   |
| 2008 | Promised Land of Heavy Metal (film dokumentalny)                 | w roli samego siebie | Kimmo Kuusniemi |

## Nagrody i wyróżnienia
| Rok  | Kategoria  | Tytułem    | Nagroda                         | Nota | Źródło |
| ---- | ---------- | ---------- | ------------------------------- | ---- | ------ |
| 2004 | Golden God | Ville Valo | Metal Hammer Golden Gods Awards | Laur | [ 42 ] |